# 빅토리아 폭포
빅토리아 폭포(영어: Victoria Falls, 문화어: 빅토리어 폭포)는 잠비아와 짐바브웨 사이 잠베지강에 위치한 폭포이다. 빅토리아 폭포는 스코틀랜드인 탐험가 데이비드 리빙스턴이 영국의 빅토리아 여왕의 이름을 따서 지어졌으며, 이것은 짐바브웨에서 사용 중인 이름이다. 더 오래된, 토착 이름인 모시오아툰야 폭포(Mosi-Oa-Tunya, 뜻: 천둥소리 내는 연기, 문화어: 모지라뚜리아 대폭포)는 잠비아에서 공식적으로 사용 중이다. 세계 유산 목록은 두 이름 다 인정한다.
빅토리아 폭포는 너비 1.7 킬로미터와 높이 108 미터의 규모이다.

## 같이 보기
- 이구아수 폭포
- 나이아가라 폭포

## 참고

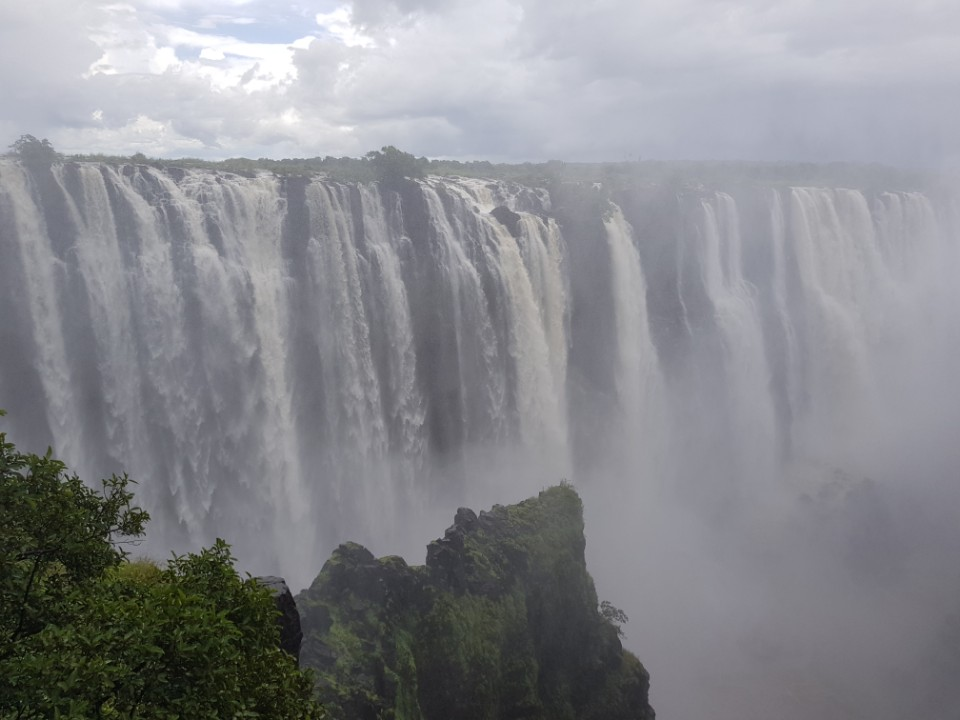
물안개에 덮힌 빅토리아 폭포

1. ↑  “Cataratas Victoria”. 《World Digital Library》. 1890-1925. 2013년 6월 1일에 확인함.
2. ↑  세계 유산 웹 사이트 중 빅토리아 폭포 페이지2009년 3월 10일 확인함
3. ↑  “Victoria Falls (Mosi-oa-Tunya)” (html) (영어). World of Waterfalls.